# Arseny Avraamov
Arseny Mikhaïlovitch Avraamov (en russe : Арсений Михайлович Авраамов), né le 22 avril 1886 à Novotcherkassk (oblast de l'armée du Don, Empire russe) et mort le 19 mai 1944 à Moscou (RSFSR, URSS), est un compositeur russe puis soviétique.

## Biographie
Membre de l'avant-garde russe, Arseny Avraamov est principalement connu pour s'être inscrit dans la veine du futurisme en écrivant, d'après un poème d'Alekseï Gastev, une symphonie pour sirènes à l'occasion du cinquième anniversaire de la révolution d'Octobre. L'œuvre, d'une ampleur gigantesque, fut donnée en plein air dans le port de Bakou le 7 novembre 1922. Elle fait appel à des sirènes d’usines, aux navires de toute la flotte présente dans la mer Caspienne, à deux batteries d'artillerie, sept régiments d'infanterie, des clochers, des camions, des hydravions, vingt-cinq locomotives à vapeur, des sifflets, un orchestre de masse et des chœurs,. Avraamov ouvre ainsi la voie à l'utilisation de sonorités militaro-industrielles dans des œuvres musicales, telles les sirènes utilisées par Edgar Varèse dans plusieurs de ses compositions.
Le compositeur russe est également un pionnier du « son graphique (en) », utilisant des œuvres picturales en guise de partition.

## Publications
- (de) Arseny Avraamov, Universelles Tonsystem (UTS), traduit par Hans-Joachim Schlegel, in acoustic turn, hrsg. de Petra Maria Meyer, Munich : Wilhelm Fink Verlag, 2008, p. 375-379  (ISBN 978-3-7705-4389-2)
- (en) Arseny Avraamov, The Symphony of Sirens, Douglas Kahn et Gregory Whitehead, Wireless Imagination : Cambridge (MA) et Londres (1992)
- Arseny Avraamov, Klin-Klinom (Ein Keil treibt den anderen), in Muzykalnaja Kultura, Moscou I/1924